# Thamnomys venustus
Thamnomys venustus is een knaagdier uit het geslacht Thamnomys dat voorkomt in het oosten van de Democratische Republiek Congo en in West-Oeganda, op 600 tot 2100 m hoogte. De soort komt zowel in het laagland als in de Rwenzori- en Kivu-gebergten voor.
Thamnomys kempi · Thamnomys kuru · Thamnomys major · Thamnomys poensis · Thamnomys schoutedeni · Thamnomys venustus